# Musikjahr 1588
Liste der Musikjahre

◄◄ | ◄ | 1584 | 1585 | 1586 | 1587 | Musikjahr 1588 | 1589 | 1590 | 1591 | 1592 | ► | ►►

Weitere Ereignisse
Dieser Artikel behandelt das Musikjahr 1588.

## Ereignisse

### Heiliges Römisches Reich

#### Hofkapelle von Rudolf II.
- Jacobus de Kerle ist seit dem 1. September 1582 Hofkaplan von Kaiser Rudolf II. Der Komponist zieht mit dem Kaiser über Wien nach Prag, wo er bis zu seinem Lebensende 1591 bleibt. Weil de Kerles Gehalt als Hofkaplan nur 150 Gulden betrug, bewirbt er sich Anfang 1584 zusätzlich um ein Kanonikat an dem Kollegiatstift Heilig Kreuz in Breslau; die Ernennung dort geschieht erst im Herbst 1587. Die Pfründe in Breslau hat er bereits wieder Anfang 1588 verloren, weil sie anderweitig vergeben wurde.
- Carl Luython, der seit 1566 Chorknabe in der Hofkapelle von Kaiser Maximilian II. war, ist seit 1582 zweiter Hoforganist der Hofkapelle von Kaiser Rudolf II. Luython ist auch im Orgelbau engagiert: Zusammen mit dem Orgelbauer Albrecht Rudner wirkt er von 1581 bis 1590 an der Erneuerung der Orgel des Doms St. Veit in Prag mit. Die betreffenden Akten enthalten zahlreiche Einwendungen Luythons zu diesem Vorhaben, womit er recht detailliert seine Vorstellungen vom Orgelbau wiedergibt.
- Philippe de Monte ist seit 1568 als Nachfolger von Jacobus Vaet Kapellmeister der Hofkapelle Maximilians II. in Wien. Nach dem Tod von Maximilian II. am 12. Oktober 1576 ist er für dessen Nachfolger Rudolf II. in Wien und später in Prag tätig und bekommt die Position eines Kanonikus an der Kathedrale von Cambrai zuerkannt. Er ist wohl auch Mitglied der Confraternitas Corpore Christi, einer 1588 gegründeten Bruderschaft aus vier Nationen, die musikalisch aktiv ist und sich regelmäßig in der Thomaskirche am Fuß der Prager Burg trifft.

#### Bayerischer Reichskreis

##### Herzogtum Bayern
- Gregor Aichinger, der seit 1578 an der Universität Ingolstadt studiert hatte, ist seit 1584 durch seinen Mäzen Jakob III. Fugger Organist an der von Fugger vier Jahre zuvor gestifteten Orgel der Augsburger Basilika St. Ulrich und Afra. Fugger macht Aichinger auch zu seinem Hauskomponisten und Leiter seiner Kammermusik. Fugger ermöglicht Aichinger mehrere Reisen nach Italien. Einen erneuten Urlaub bewilligt ihm Fugger 1588, um an der Universität Ingolstadt philosophischen und theologischen Studien nachzugehen.
- Ludovicus Episcopius, der seit 18. Oktober 1577 als Kapellmeister und Kantor an der Kollegiatkirche St. Servatius in Maastricht tätig war, wirkt seit 1. Juli 1582 als Hofkaplan und Sänger am Bayerischen Königshof in München unter Orlando di Lasso; zur gleichen Zeit ist er als Lehrer (praeceptor) für die Ausbildung der Chorknaben verantwortlich.
- Franciscus Florius hat seit Herbst 1556 in München an der Hofkapelle von Herzog Albrecht V. eine Anstellung als Hofbassist. Neben seiner Tätigkeit als Sänger ist Florius, zusammen mit dem Hofkopisten Johannes Pollet, auch als Notenkopist eingesetzt. Nach dem Ausscheiden Pollets 1571 ist er zum Hauptkopisten aufgestiegen; diese Stellung hat er bis zu seinem Tod 1588 inne.
- Johannes de Fossa ist seit dem letzten Vierteljahr 1559 Vizekapellmeister der Münchner Hofkapelle. In den vorhandenen Dokumenten wird Fossa allerdings weiterhin nur als Tenorist bezeichnet. Seit 1571 hat er die Aufsicht über die Chorknaben der Kapelle und hat ihnen in seinem Haus Kost und Unterkunft zu geben.
- Orlando di Lasso ist seit 1563 Kapellmeister der Münchner Hofkapelle. Zu Orlandos Aufgaben gehören u. a. Reisen durch Europa zur Anwerbung neuer Musiker, die Unterrichtung der Chorknaben, die teilweise sogar in seiner Familie leben, Proben mit den Musikern und die Komposition zahlreicher neuer Werke. Schon lange vor dem Tod Albrechts V. 1579 hat di Lasso ein hervorragendes Verhältnis zu Albrechts Nachfolger Wilhelm V. entwickelt; dieser sorgt auch ab 1573 für die Herausgabe einer eindrucksvollen Reihe großformatiger Chorbücher mit Orlandos Messen, Offizien, Lesungen und Magnificats in den erwähnten Patrocinium musices. Die 1588 erschienenen dreistimmigen Sätze der ersten 50 Psalmen in der deutschen Fassung von Caspar Ulenberg, die der Komponist gemeinsam mit seinem Sohn Rudolph herausgibt, bezeugen eine streng gegenreformatorische Einstellung.

##### Erzstift Salzburg
- Ägidius Bassengius werden 1588 für die Widmung einer Chorkomposition zwei Gulden vom Erzstift Salzburg ausgezahlt, wie der erste direkt überlieferte Beleg über ihn aus den Domkapitel-Protokollen des Erzbistums belegt. Musikhistoriker schließen daraus, dass sich der Komponist in Salzburg um eine Stelle beworben hat. Über den Erfolg der Bewerbung ist nichts überliefert, aber ein Jahr später hat sich Bassengius um eine Stelle am kaiserlichen Hof beworben.

##### Reichsstadt Regensburg
- Andreas Raselius, der seit 1581 in Heidelberg studiert hatte, ist seit 1584 Kantor an der Neupfarrkirche in Regensburg und wirkt als Lehrer am Gymnasium poeticum.

#### Burgundischer Reichskreis

##### Herzogtum Brabant
- Jan van Turnhout hat seit 1586 die Leitung der königlichen Kapelle in Brüssel.
- Hubert Waelrant wirkt in Antwerpen.
- Andreas Pevernage ist Singmeister der Kathedrale Notre-Dame in Antwerpen.

##### Grafschaft Holland
- Jan Pieterszoon Sweelinck, der älteste Sohn des Organisten Pieter Swibbertszoon und seiner Frau Elske Jansdochter Sweeling, lebt in Amsterdam und wirkt nach Aussage von Sweelincks Schüler und Freund Cornelis Plemp seit dem Jahr 1577 als Organist an der Oude Kerk. Nach Johann Mattheson ist er „schon in der Jugend, wegen seiner netten Fingerführung auf der Orgel, und überaus artigen Manier zu spielen, sonderlich berühmt“.[1] Nach dem Tod seiner Mutter im Jahr 1585 muss Sweelinck mit seinem niedrigen Gehalt seinen jüngeren Bruder und seine Schwester versorgen.

#### Fränkischer Reichskreis

##### Fürstentum Brandenburg-Ansbach
- Teodoro Riccio, der seit 1575 Hofkapellmeister in Ansbach war und seinem Dienstherren nach Königsberg gefolgt war, lebt seit 1586 gemeinsam mit seiner Ehefrau wieder in Ansbach.

#### Kurrheinischer Reichskreis

##### Kurpfalz
- Mathias Gastritz, der am 22. Dezember 1561 zum Organisten der Stadt Amberg bestellt wurde, wirkt fast 30 Jahre lang in den Diensten der Stadt.

#### Niederrheinisch-Westfälischer Reichskreis

##### Hochstift Lüttich
- Rinaldo del Mel ist im Jahr 1787 vom Lütticher Fürstbischof Ernst von Bayern als Kapellmeister an die dortige Kathedrale St. Lambertus berufen worden, wo er etwa vier Jahre lang bleibt.

##### Vereinigte Herzogtümer Jülich-Kleve-Berg
- Jean de Castro, der seit 1586 in Antwerpen wirkte, ist etwa im Jahr 1588 in die Dienste des Prinzen Johann Wilhelm an seinem Hof in Düsseldorf getreten. Dies belegen die Titelseiten der von ihm zwischen 1588 und 1591 veröffentlichten Sammlungen, die ihn als Kapellmeister von Johann Wilhelm bezeichnen.
- Martin Peudargent ist Hofkomponist in den Diensten von Wilhelm V. von Jülich-Kleve-Berg.

#### Niedersächsischer Reichskreis

##### Erzstift Magdeburg
- Leonhart Schröter, der von 1561 bis 1576 als Stadtkantor in Saalfeld gewirkt hatte, ist seit 1576 Kantor an der Altstädter Lateinschule in Magdeburg, wo er bis zu seiner Emeritierung 1595 verbleibt.

##### Fürstentum Braunschweig-Wolfenbüttel
- Thomas Mancinus ist Kapellmeister des in Gröningen residierenden Bischofs von Halberstadt, des späteren Herzogs Heinrich Julius von Braunschweig-Wolfenbüttel, eine Stellung, die er bis 1604 innehat. Unter seiner Leitung wird sich die Hofkapelle bis 1590 von acht auf 17 Mitglieder vergrößern, dazu kommen noch 12 Trompeter und Pauker.

#### Oberrheinischer Reichskreis

##### Reichsstadt Speyer
- Melchior Vulpius weilt 1588 in Speyer, wo er seinen Mitschüler Chr. Th. Walliser in den Grundlagen der Musica poetica unterweist.

#### Obersächsischer Reichskreis

##### Kurfürstentum Sachsen
- Elias Nikolaus Ammerbach, der von 1548 bis 1549 an der Universität Leipzig studiert hatte, wirkt danach, vermutlich bis an sein Lebensende 1597, als Thomasorganist an der Thomaskirche.
- Joachim a Burck ist seit 1566 Organist an der Kirche Divi Blasii in Mühlhausen. Daneben ist er als Geschichtsschreiber, öffentlicher Notar und seit 1583 als Senator tätig.
- Sethus Calvisius, der seit 1580 an der Universität Leipzig studierte, ist – auf Empfehlung Nikolaus Selneckers und der gesamten theologischen Fakultät der Universität Leipzig – seit November 1582 Kantor in Schulpforta, wo er unter anderem den Motettengesang bei den gemeinsamen Mahlzeiten einführt. Daneben wirkt er als Pädagoge nicht nur im Themengebiet der Musik, er gibt auch Unterricht in Hebräisch und betreibt chronologisch-historische Studien.
- Wolfgang Figulus ist von 1551 bis zu seiner Pensionierung 1588 Kantor und Lehrer an der Fürstenschule in Meißen. Er unterrichtet die Fächer Musik, Latein und Religion und sorgt für die musikalische Gestaltung der Gottesdienste in der Afrakirche. Seine Tochter Catharina Figulus verheiratet sich am 11. November 1588 in Großenhain mit dem späteren Kantor an der Fürstenschule in Grimma Mag. phil. Friedrich Birck (um 1563–1621).
- Rogier Michael ist seit 12. Dezember 1587 unter der Regentschaft von Kurfürst Christian I. von Sachsen kursächsischer Hofkapellmeister.
- Georg Österreicher, der seit 1585 an der Universität Wittenberg studierte, ist 1588 nach Abschluss seiner Studien Kollaborator an der Lateinschule in Windsheim, dem heutigen Georg-Wilhelm-Steller-Gymnasium.
- Nikolaus Selnecker ist Professor in Leipzig und seit 1576 zusätzlich Pfarrer und Superintendent an der Thomaskirche, dazu auch Domherr am Meißner Dom.

##### Herzogtum Pommern
- Philipp Dulichius ist seit 1587 Kantor am Fürstlichen Pädagogium in Stettin.

#### Österreichischer Reichskreis

##### Erzherzogtum Österreich
- Blasius Amon ist seit Frühjahr 1587 in Wien Mitglied des Franziskanerordens.
- Matthia Ferrabosco, der seit 1581 Altist an der Grazer Hofkapelle war, ist seit 1588 Leiter des Knabenchores.
- Simone Gatto, der seit 1568 am Hof in München als Posaunist wirkte, setzt seine berufliche Laufbahn seit 1572 in Graz fort. In der dortigen Hofmusikkapelle wirkt er zunächst als Bläser und ist seit 1581 Hofkapellmeister.
- Jakob Regnart wirkt seit Frühjahr 1582 in der Nachfolge von Alexander Utendal als Vizekapellmeister in Innsbruck am Hof von Erzherzog Ferdinand II., der als besonders eifriger Verfechter der Gegenreformation gilt. Regnart begann seinen Dienst am 9. April 1582 und ist seit dem 1. Januar 1585 Kapellmeister.
- Franz Sales wirkt als Kapellmeister am Damenstift in Hall am Inn.
- Lambert de Sayve ist Kapellmeister in den Diensten von Erzherzog Matthias in Linz.
- Ludovico Zacconi hat seit Juli 1585 eine Stellung am Hof des Erzherzogs Karl II., die er bis zu Karls Tod im Jahre 1590 behält.

#### Schwäbischer Reichskreis

##### Herzogtum Württemberg
- Ludwig Daser ist seit 1572 und bis zu seinem Ableben 1589 Kapellmeister der Hofkapelle Stuttgart.
- Balduin Hoyoul wirkt als Altist und Komponist der Stuttgarter Hofkapelle.
- Leonhard Lechner wird am 1. August 1585 von Herzog Ludwig von Württemberg als „Musicus“ in die Stuttgarter Hofmusik aufgenommen. Dort dient er unter den Kapellmeistern Ludwig Daser und Balduin Hoyoul zunächst als Tenorsänger und liefert Kompositionen, seit 1586 als Hofkomponist. In seinen letzten Lebensjahren versucht er zwischen 1587 und 1604, Krankheiten mit Bäderkuren zu heilen und muss sich bei Aufführungen wohl öfter vertreten lassen. 1588 veröffentlicht er die zweite Auflage seiner Neue lustige Teutsche Lieder nach art der Welschen Canzonen zu vier bis fünf Stimmen.
- Simon Lohet ist seit dem 14. September 1571 Organist der württembergischen Hofkapelle in Stuttgart. Es ist auch Lohets Aufgabe, die Instrumente der Hofkapelle zu verwalten. Neben seinem Amt als Hoforganist wirkt Lohet als Lehrer eines größeren Schülerkreises.

##### Hohenzollern-Hechingen
- Ferdinando di Lasso, der 1560 geborene Sohn von Orlando di Lasso und dessen Frau Regina (Wäckinger), ist von 1585 bis 1590 beim Grafen Eitel Friedrich IV. von Hohenzollern-Hechingen angestellt.

##### Hohenzollern-Sigmaringen
- Melchior Schramm, der 1572 für zwei Jahre Organist an der neuerrichteten Stiftskirche des Damenstifts in Hall war, wirkt seit 1574 als Organist und Hofkapellmeister am Hof von Hohenzollern-Sigmaringen, wo er unter Graf Karl II. von Hohenzollern-Sigmaringen die Hofkapelle neu aufbaut und bis 1596 leitet.

##### Reichsstadt Augsburg
- Adam Gumpelzhaimer, der im Benediktinerkloster Sankt Ulrich und Afra Augsburg seine erste musikalische Unterweisung durch Jodocus Entzenmüller und wahrscheinlich auch durch den Chorleiter Johannes Treer erhalten hatte, ist seit 1581 Kantor und Praeceptor am Gymnasium bei St. Anna. Diese Anstellung behält er bis an sein Lebensende.
- Hans Leo Haßler, der ab 1584 Unterricht bei Andrea Gabrieli in Venedig erhalten und sich dort mit dessen Neffen, dem Komponisten Giovanni Gabrieli, angefreundet hatte, ist seit 1585 in Augsburg Kammerorganist des Grafen Oktavian II. von Fugger und Organist an St. Moritz; diese Position hat er fünfzehn Jahre lang inne.

##### Reichsstadt Dinkelsbühl
- Michael Tonsor wirkt von ungefähr 1567 bis 1588 als Organist an der St. Georgskirche in Dinkelsbühl.

#### Nicht eingekreiste zum Heiligen Römischen Reich zugehörige Territorien und Stände

##### Alte Eidgenossenschaft
- Samuel Mareschall, der sich für die Jahre 1576 und 1577 an der Universität Basel zum Studium eingeschrieben hatte, ist seit 1577 als Nachfolger von Gregor Meyer Organist am Basler Münster; im gleichen Jahr wird Mareschall an der Universität zum professor musices berufen. Zusätzlich bekommt er eine Anstellung als Musiklehrer am Gymnasium am Münsterplatz und am Collegium Alumnorum. Es gehört auch zu seinen Aufgaben, wöchentlich mit den Schülern des Gymnasiums und den Alumnen Übungsstunden („musices exercitia“) für den Kirchengesang am Münster abzuhalten.

##### Herzogtum Mailand
- Giovanni Battista Bovicelli, der schon in Jugendjahren Mitglied des Mailänder Kathedralchores wurde, ist seit 1583 Sopranist des Domchores, wo er noch 1597 mit einer Dotation von 159 Liren vermerkt ist.
- Marc’Antonio Ingegneri ist seit dem Jahr 1581 maestro di cappella der Kathedrale in Cremona und bleibt anscheinend für den Rest seines Lebens in dieser Position.
- Tiburtio Massaino ist seit 1587 in Salò tätig.
- Claudio Merulo hat eine Stelle am Hofe der Farnese in Parma und seit 1587 zusätzlich den Posten eines Domorganisten. 1588 heiratet er Amabilia Banzola, seine dritte Frau.

##### Herzogtum Mantua
- Ippolito Baccusi ist ab etwa 1576 bis 1589 als Kapellmeister am Dom zu Mantua tätig.
- Giovanni Giacomo Gastoldi erhält 1588 die Stellung des Kapellmeisters an Santa Barbara in Mantua und hat dieses Amt bis zu seinem Tode inne.
- Giaches de Wert wirkt spätestens seit September 1565 als Kapellmeister an der neu gebauten Basilika Santa Barbara in Mantua, der Hofkirche der Gonzaga-Herzöge. In dieser Stellung bleibt er bis zu seinem Tod im Jahr 1596. Er ist auch als prefectus musicorum für die weltliche Musik am Hof von Herzog Guglielmo Gonzaga und ab 1587 von Herzog Vincenzo Gonzaga in Mantua zuständig. 1588 veröffentlicht er in Venedig seine Il nono libro de madrigali zu fünf bis sechs Stimmen.
- Benedetto Pallavicino tritt spätestens 1581 in Sabbioneta bei Mantua in den Dienst von Vespasiano Gonzaga, wo er zusammen mit Giaches de Wert, Giovanni Giacomo Gastoldi, Salamone Rossi und Claudio Monteverdi wirkt. In dieser Stellung blieb er bis an sein Lebensende. 1588 widmet er sein viertes Buch mit fünfstimmigen Madrigalen dem neuen Herzog.
- Salamone Rossi ist seit 1587 bei Vincenzo I. Gonzaga am Hof von Mantua anfangs als Sänger und Geiger angestellt. Bereits seine Schwester Europa wirkt hier als Sängerin.
- Alessandro Striggio der Ältere, der in den 1580er-Jahren den Umgang mit der Familie Este an deren Hof in Ferrara gepflegt hatte, lebt seit 1586 wieder in Mantua.

##### Herzogtum Modena und Reggio
- Bernardino Bertolotti ist Hofmusiker der Familie Este in Ferrara. Er ist „als Instrumentalist am Hof von Ferrara von Dezember 1578 bis zu dessen Auflösung Anfang 1598 angestellt.“[2]
- Luzzasco Luzzaschi ist seit 1574 – als Nachfolger Afonso della Violas (auch dalla Viola genannt) – Leiter der Instrumentalmusik des Herzogs von Ferrara. Seit 1572 bekleidet er zusätzlich das Organistenamt am Ferrareser Dom.
- Alessandro Piccinini, der in einer musikalischen Familie aufwuchs und zusammen mit seinen Brüdern Filippo und Girolamo von seinem Vater Leonardo Maria eine Ausbildung zum Lautenisten erhielt, ist von 1582 bis 1597 am Hof von Herzog Alfonso II. in Ferrara tätig.

##### Herzogtum Toskana
- Giulio Caccini wirkt seit dem 29. April 1566 am Hof des Großherzogs Ferdinando I. de’ Medici in Florenz.
- Emilio de’ Cavalieri übersiedelt 1588 nach Florenz, weil ihn Ferdinando I. de’ Medici als Musiker und Handwerker bestellt hat. Er trägt zur Entwicklung der Intermezzi bei und arbeitet auf diesem Gebiet mit Giovanni de’ Bardi zusammen.
- Vincenzo Galilei, der 1581 seine musiktheoretische Schrift Dialogo della musica antica e della moderna veröffentlicht hatte, wirkt in Florenz.
- Cristofano Malvezzi ist seit 1574 – in der Nachfolge seines Vaters – Organist an der Basilica di San Lorenzo. Ab 1586 ist er zusätzlich am Hof der Medici für die Komposition von Intermedien angestellt.
- Giovanni Piero Manenti ist Organist an der Kathedrale von Florenz, ein Amt, das er bis zu seinem Tod 1597 ausübt. Manenti ist ebenfalls als Musiker am Hof der Medici tätig und komponiert zumindest ein Werk für die „Compagnia di S.Giovanni Evangelista“ in Florenz.
- Jacopo Peri, der seinen ersten musikalischen Unterricht von Cristofano Malvezzi erhielt und schon bald als guter Sänger und Organist bekannt war, ist seit 1587 am Hof der Fürstenfamilie Medici tätig.
- Francesco Rasi, Sohn eines toskanischen Hofbeamten, steht ab 1588 auf den Gehaltslisten des Florentiner Hofes. In dieser Zeit erhält er Gesangsunterricht bei Giulio Caccini.

##### Königreich Böhmen
- Bartholomäus Gesius, der zwischen 1578 und 1585 an der Viadrina in Frankfurt (Oder) studiert hatte und 1582 vorübergehend Kantor in Müncheberg war, ist seit 1587 Lehrer und Musiker auf Schloss Muskau in der Oberlausitz. 1588 beginnt er seine fünfstimmige Choralpassion nach Johannes in deutscher Sprache.
- Szymon Bar Jona Madelka lebt seit ungefähr 1575 in Pilsen, wo er Mitglied der Fleischerzunft ist. Später wird er Zunftmeister, Ratsherr der Stadt und Kantor.
- Jacobus Gallus ist seit 1586 Kantor von St. Johann am Ufer in Prag.

### Königreich England und Irland

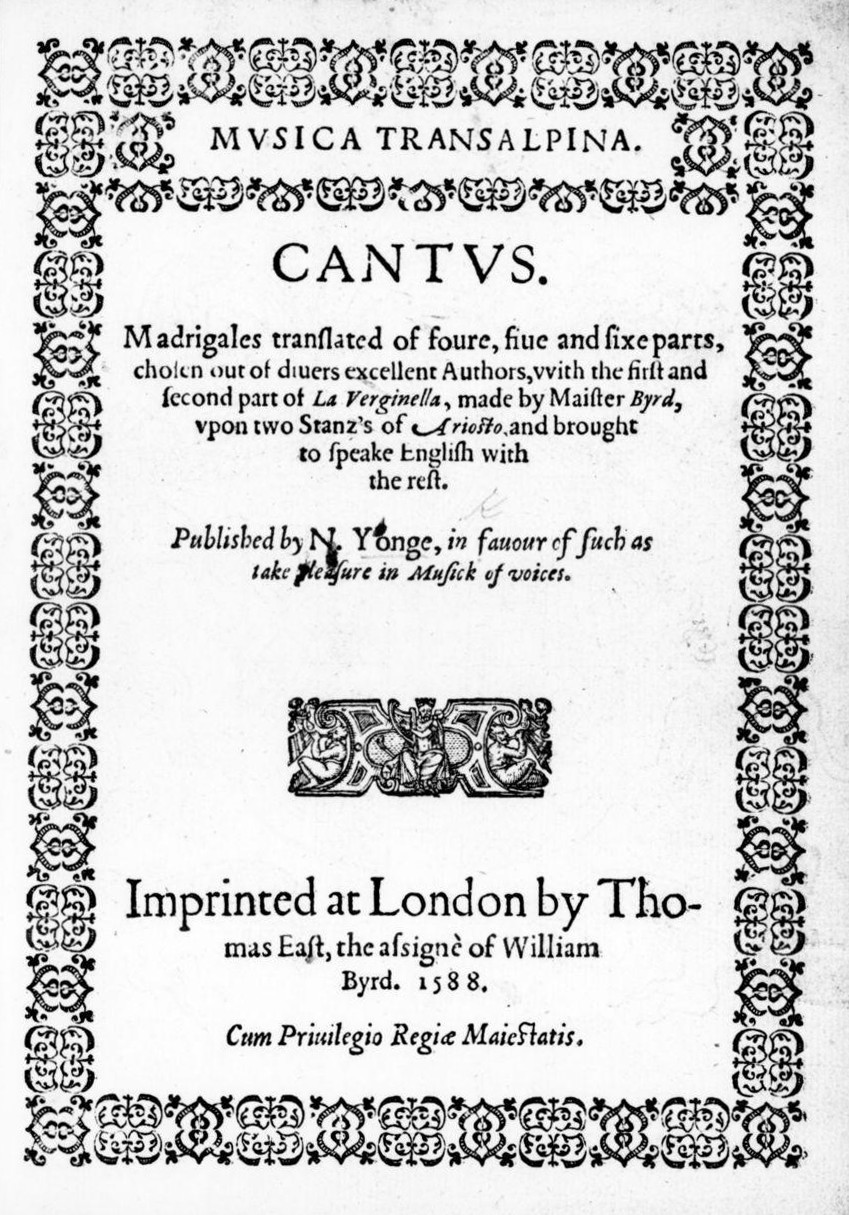
Titelseite von Musica transalpina, London 1588

#### Chapel Royal von Elisabeth I.
- John Baldwin ist Tenor an der Royal Chapel in London.
- John Bull, der seine erste Anstellung als Organist an der Kathedrale zu Hereford hatte, ist seit Januar 1586 Gentleman of the Chapel Royal unter Elisabeth I. von England, die sein Spiel offenbar sehr bewundert.
- William Byrd ist seit 1570 Gentleman of the Chapel Royal. Um 1588 komponiert er mit Great Service Musik für den anglikanischen Gottesdienst.
- William Mundy, der 1543 Mitglied im Chor von Westminster Abbey wurde und später für verschiedene Kirchengemeinden arbeitete, ist seit 1563 Mitglied der Chapel Royal, an der er bis zu seinem Tode 1591 verbleibt.

#### London
- Thomas Campion, der in London geboren wurde und am Peterhouse in Cambridge studiert hatte, studiert seit 1586 Rechtswissenschaft in London.
- Thomas East veröffentlicht 1588 in London die Musica transalpina („Musik jenseits der Alpen“), eine Sammlung englischer Madrigale.

#### Oxford
- Thomas Morley, der ein Schüler William Byrds war, erlangt 1588 den Grad eines Bachelor of Music in Oxford.

#### Windsor
- Nathaniel Giles, der im Jahr 1585 an die St. George’s Chapel in Windsor berufen wurde, neben Westminster Abbey Begräbniskirche der englischen Könige, ist hier als Organist und Chormeister tätig und bekleidet dieses Amt bis zu seinem Ableben.
- John Mundy, der zuvor Organist am Eton College war, übt dieses Amt seit 1585 an der St George’s Chapel in Windsor Castle aus.

### Königreich Frankreich

#### Chapelle Royale von Heinrich III.
- Pierre-Francisque Caroubel, der von italienischer Herkunft war, lebt seit 1576 in Paris und ist seit 1583 durch königlichen Brief eingebürgert. Caroubel hat eine Anstellung als Violon Ordinaire de la Chambre du Roi bei König Heinrich III. und dessen Bruder François-Hercule de Valois, duc d’Alençon.
- Eustache du Caurroy ist seit 1570 zunächst als Sänger im Dienst der französischen Könige Karl IX. und Heinrich III. tätig.
- Nicolas Formé, der an der Chorschule von Notre-Dame de Paris ausgebildet wurde, wird im Jahre 1587 in die Sainte-Chapelle aufgenommen, muss diese aber bereits nach kurzer Zeit wieder verlassen, da sein Lebenswandel (Trunksucht und die Weigerung des gemeinsamen Wohnens mit seinen Konfratres, stattdessen wohnte er mit seinen Maitressen in einem eigenen Haus) die Missbilligung der Verantwortlichen erregt.

#### Évreux
- Guillaume Costeley, der nach seiner Ausbildung von 1560 (?) bis 1570 Hoforganist am Hof von Karl IX. war, wirkt danach bis zu seinem Ableben 1606 in Évreux als Komponist und ist dort Mitglied der Bruderschaft Sainte Cécile.

#### Paris
- Claude Le Jeune, der sich der 1570 von Jean-Antoine de Baïf und Joachim Thibault de Courville († 1581) unter der Schirmherrschaft des französischen Königshauses (Karl IX.) in Paris gegründeten Institution Académie de poésie et de musique angeschlossen hatte, ist seit 1582 als Lautenist in den Dienst von Herzog François d’Anjou, dem Bruder von König Heinrich III., getreten und wirkt bei ihm auch als Lehrer der Chorknaben (Maistre des enfants de musique). Nach dem Tod des Herzogs 1584 ist er möglicherweise in den Diensten von Herzog Heinrich von Bouillon und unterrichtet adelige Hugenotten.
- Adrian Le Roy lebt in Paris und ist musikalischer Leiter des von ihm mit seinem Vetter Robert Ballard 1551 gegründeten Musikverlags Le Roy & Ballard.
- Jacques Mauduit ist Mitglied der Académie de musique et de poésie, des von Jean-Antoine de Baïf und Joachim Thibault de Courville gegründeten Zirkels zur Pflege der Musique mesurée à l’Antique, d. h. zur Wiedererweckung der Rhetorik und Ethik der Musik des antiken Griechenlands in der zeitgenössischen französischen Musik und Dichtung. Nach Courvilles Tod im Jahre 1581 führt Mauduit den musikalischen Vorsitz der Académie.
- Jakub Reys wird 1588 in Paris zum Joueur de luth de Roi ernannt.

#### Langres
- 22. November: Das Werk Orchésographie et traité en forme de dialogue, par lequel toutes personnes peuvent facilement apprendre et pratiquer l’honneste exercice des dances von Thoinot Arbeau über die Tänze seiner Zeit bekommt das Druckprivileg erteilt.

### Italienische Staaten

#### Herzogtum Urbino
- Leonard Meldert ist seit 1578 – nach Aussage des Musikforschers F. Piperno – wieder in Urbino aktiv, und zwar als Kapellmeister der dortigen Kathedrale. Nach Aussage von Simone Sorini, auf Grund von Dokumenten in Archiven Urbinos, ist Meldert auf jeden Fall von September 1581 bis März 1590 Kapellmeister in Urbino. Von 1581 bis 1590 veröffentlicht er hier seine Responsori del natale.

#### Kirchenstaat
- Ghinolfo Dattari erhält ab Februar 1555 in Bologna eine Anstellung als Sänger in der Kapelle von San Petronio, die er 62 Jahre lang, bis zu seinem Tode ausübt.
- Luca Marenzio, dessen Bemühungen um die Kapellmeisterstelle an der herzoglichen Kapelle von Mantua ohne Erfolg blieben, geht 1588 an den Hof von Florenz.
- Giovanni Maria Nanino, der im Sommer 1575 das Amt des Kapellmeisters von San Luigi dei Francesi angetreten hatte, wirkt seit dem 28. Oktober 1577 – nach bestandener Aufnahmeprüfung – als Tenor im Chor der renommierten päpstlichen Kapelle, der Cappella Pontificia. In der Kapelle, die vor allem in der Cappella Sistina auftritt, bleibt er bis zu seinem Tod 1607 tätig. Neben seinen Verpflichtungen als Sänger liefert er auch eigene Kompositionen (eine von der Kapelle erwünschte Fähigkeit) und übernimmt verschiedene administrative Ämter. 1588, 1589 und wahrscheinlich 1596 ist er Sekretär des Kapellkämmerers.
- Giovanni Pierluigi da Palestrina, der seit 1565 musikalischer Leiter und Lehrer des Seminario Romano, einer Ausbildungsstätte des Priesternachwuchses war, übt diese Stelle – nachdem Giovanni Animuccia Ende März 1571 verstorben war – seitdem zum zweiten Mal aus. Palestrina ist auch für die Arciconfraternita della Santissima Trinità dei Pellegrini e Convalescenti aktiv, eine damalige römische Frömmigkeitsbewegung. Eine engere Beziehung unterhält Palestrina mit dem Hof der Gonzaga in Mantua. 1588 veröffentlicht er in Rom sein Lamentationum Hieremiae prophetae, liber primus.
- Paolo Quagliati, der nach seiner musikalischen Ausbildung 1574 nach Rom gezogen ist, wirkt hier als Organist in verschiedenen Kirchen.
- Francesco Soriano, der seit 1581 in Mantua lebte und dort eine Stellung am Hof der Gonzagas hatte, ist 1586 nach Rom zurückgekehrt, wo er den Rest seines Lebens als Chormeister in drei verschiedenen Kirchen tätig ist, darunter als Leiter der Cappella Giulia am Petersdom.
- Joannes Tollius ist als Tenorsänger ab 17. Mai 1588 Mitglied der Sängerkapelle an der Kathedrale von Padua, wo er über zehn Jahre bleibt.

#### Königreich Neapel
- Carlo Gesualdo, der nach dem Tod seines älteren Bruders 1585 in der Erbfolge nachgerückt ist, ist seit 1586 regierender Fürst.
- Giovanni de Macque wirkt seit dem Jahr 1585 in Neapel in den Diensten des Fürsten von Venosa. Aus dieser Anstellung entwickelt sich eine anhaltende und für den Komponisten förderliche Beziehung.
- Giovanni Domenico da Nola wirkt seit Februar 1563 bis zu seinem Tod 1592 als Maestro di cappella an der Basilika Santissima Annunziata Maggiore in Neapel. In dieser Funktion lehrt er auch die Mädchen des Waisenhauses der Annunziata und die Diakone des Priesterseminars Gesang.

#### Republik Genua
- Giovanni Battista Dalla Gostena wirkt von 1584 bis 1589 in seiner Heimatstadt Genua an San Lorenzo als Priester und Kapellmeister.

#### Republik Venedig
- Costanzo Antegnati, der am besten bekannte Spross der verzweigten italienischen Orgelbauerfamilie Antegnati, ist seit 1584 Domorganist in Brescia.
- Giovanni Matteo Asola wirkt von 1577 bis 1591 in Treviso, Vicenza und in Verona als Kapellmeister.
- Giovanni Bassano, der zuerst 1576 als Instrumentalmusiker an San Marco in Venedig in Erscheinung trat, erwirbt sich dort schnell einen Ruf als einer der besten Instrumentalisten in Venedig. Seit 1585 ist er Musiklehrer an dem Markusdom angeschlossenen Seminar.
- Floriano Canale ist von 1581 bis 1603 Organist im Konvent von San Giovanni Evangelista in Brescia. Hier veröffentlicht er 1588 sein Missae Introitus ac motecta quatuor vocibus nec non quibuscumque organorum sonis accomodatae.
- Giovanni Cavaccio ist von 1581 bis 1598 als Lehrer an der Kathedrale von Bergamo tätig.
- Giovanni Croce wirkt seit 1565 als Chorknabe und Sänger am Markusdom in Venedig.
- Girolamo Diruta, der seit 1574 Mitglied des Minoritenklosters in Correggio war und seine musikalische Ausbildung zum Organisten von Batista Capuani erhalten hatte, lebt seit 1580 in Venedig, wo er Schüler des berühmten Claudio Merulo ist, eventuell auch von Gioseffo Zarlino und Costanzo Porta. Diruta wirkt in Venedig an der Kirche Santa Maria dei Frari bis zum Jahr 1593.
- Baldissera Donato, der seit 1550 als Sänger – zunächst an San Marco in Venedig – aktiv war und auch in der Ausbildung der Sänger wirkte, hat seit 1580 die Kapellmeisterstelle am Dom zu Padua inne.
- Giovanni Gabrieli hat nach dem Tod des Onkels Andrea Gabrieli am 30. August 1585 dessen Stelle als Hauptorganist auf Empfehlung der Familie Fugger übernommen.
- Gioseffo Guami ist zwischen 1588 und 1591 erster Organist an San Marco in Venedig.
- Giovanni Battista Mosto hat seit 6. November 1580 den Posten des „maestro di cappella“ an der Kathedrale von Padua inne.
- Gioseffo Zarlino, der bei Adrian Willaert in Venedig studiert hat, ist seit 1565 – in der Nachfolge von Cypriano de Rore – Kapellmeister am Markusdom in Venedig. Er hat diese Stelle bis zu seinem Ableben 1590 inne. 1588 veröffentlicht er sein Sopplimenti musicali.

### Königreich Polen

#### Hofkapelle von Sigismund III. Wasa
- Krzysztof Klabon, der seit 1565 Lautenist der königlichen Hofkapelle in Krakau war, ist von 1576 bis 1601, mit einer kurzzeitigen Unterbrechung durch den Italiener Luca Marenzio 1596, Direktor der königlichen Kapelle.

#### Krakau
- Jan Brandt, der 1571 dem Jesuitenorden beigetreten war, ist ab 1584 Mitglied der Jesuitenkonvente in Krakau, Pultusk, Posen und Wilna.

### Herzogtum Preußen
- Johannes Eccard ist seit 1579 in Königsberg in den Diensten des Markgrafen Georg Friedrich von Ansbach tätig, der ihn für seine Hofkapelle engagiert hatte. Hier wirkt er zunächst als Assistent von Teodoro Riccio, seit 1580 als Vizekapellmeister und seit 1586 als Nachfolger Riccios. Erst 1604 wird er offiziell zum Kapellmeister ernannt.

### Königlich Preußen
- Merten Friese, der Sohn des 1584 oder 1585 verstorbenen Orgelbauers Julius Anthoni Friese, wirkt in Danzig.

### Königreich Portugal

#### Hofkapelle von Philipp I.
- António Carreira ist seit der Thronbesteigung des 14-jährigen Königs Dom Sebastiaõ 1568, Kapellmeister und Magisterio in Lissabon. Nach dem tragischen Verschwinden des Königs Dom Sebastiaõ 1578 nach der Schlacht von Alcácer-Quibir, und dem Tod des Kardinals 1580, bleibt Carreira auch unter der Regierung von Heinrich I. und Philipp I. Kapellmeister der königlichen Kapelle in Lissabon.

### Königreich Spanien

#### Hofkapelle von Philipp II.
- Géry de Ghersem ist seit dem 28. Juni 1586 Chorknabe an der Capilla Flamica unter Leitung von George de La Hèle. Dieser stirbt bereits 2 Monate später (27. August 1586); die weitere Ausbildung der Chorknaben wird von seinem Nachfolger Philippe Rogier übernommen.
- Philippe Rogier, der seit 1572 in der capilla flamenca des spanischen Königs Philipp II. wirkt und während der Kapellmeistertätigkeit von George de La Hèle 1584 die Stellung des Vizekapellmeisters erreichte, ist seit dem Tod von de La Hèles 1586 Kapellmeister der spanischen Hofkapelle.
- Cornelis Verdonck, der zuvor an der Universität Douai studiert hatte und in dieser Zeit Schüler von Séverin Cornet war, wirkt seit 1584 wieder für eine Reihe von Jahren als Sänger am spanischen Hof in Madrid, und zwar bis zum Tod von König Philipp II. im Jahr 1598.

#### Ávila
- Sebastián de Vivanco, der seit 1576 Kapellmeister an der Kathedrale von Segovia war, kehrt 1588 als Kapellmeister an die Kathedrale von Ávila zurück.

#### Granada
- Pedro Bermúdez hat in Granada eine Teilbeschäftigung als Sänger in der Königlichen Kapelle.

#### Madrid
- Tomás Luis de Victoria, der 1585 aus Rom nach Spanien zurückgekehrt war, ist in Madrid persönlicher Kaplan der verwitweten Kaiserin Maria und gleichzeitig Leiter der Kapelle des kaiserlichen Klosters de las Descalzas Reales de Santa Clara (Kloster der barfüßigen Clarissen).

#### Sevilla
- Francisco Guerrero ist seit 1574 Kapellmeister an der Kathedrale von Sevilla. 1588 begleitete er abermals den Erzbischof nach Rom.

#### Tarragona
- Nicasio Zorita, der 1578 noch in Valencia wirkte, wird in diesem Jahr zum Kapellmeister der Kathedrale von Tarragona ernannt. In diesem Amt bleibt er bis mindestens 1589.

#### Valencia
- Juan Ginés Pérez, der seine Ausbildung an der Kathedrale seiner Heimatstadt in Orihuela hatte und danach dort als Kapellmeister wirkte, hat diese Stelle von 1581 bis 1595 an der Kathedrale von Valencia inne.

#### Valladolid
- Esteban Daza, der 1576 sein Hauptwerk Libro de música herausgegeben hatte, lebt in Valladolid.

### Königreich Ungarn
- Mateu Fletxa el Jove wird nach dem Tod von Maximilian II. 1576 von Kaiser Rudolf II. zum Abt von Tihany auf der gleichnamigen Halbinsel im Norden des Plattensees in Ungarn ernannt, wo er seitdem wirkt.

## Instrumentalmusik

### Für Laute und Gesang
- Krzysztof Klabon – Pieśni Kalliopy Slowieńskiey: na terażnieysze pod Byczyną zwycięstwo (ein Zyklus von sechs Liedern für Gesang und Laute zu Texten von Stanisław Grochowski, der die Schlacht von Byczyna feiert, die den Polnischen Erbfolgekrieg beendete)

### Für vier Instrumente
- Giovanni Bassano – Il fiore dei capricci musicali zu vier Stimmen, Venedig: Giacomo Vincenti (eine Sammlung von Instrumentalwerken)

## Vokalmusik

### Geistlich
- Blasius Amon – 4 Messen, Wien: Michael Apffl
- Giammateo Asola
  - Messen zu acht Stimmen, 2. Bände, Venedig: Ricciardo Amadino
  - vier Messen zu fünf Stimmen, Venedig: Giacomo Vincenti
  - Lamentationes, Venedig: Ricciardo Amadino
- Ippolito Baccusi – erstes Buch der Messen zu vier Stimmen, Venedig: Angelo Gardano
- Floriano Canale – Missae Introitus ac motecta quatuor vocibus nec non quibuscumque organorum sonis accomodatae, Brescia: T. Bozzola
- Jean de Castro – Novae cantiones sacrae zu fünf bis acht Stimmen, Douai
- Placido Falconio – Magnificat octo tonorum zu vier Stimmen, Venedig: Angelo Gardano
- Stefano Felis – erstes Buch der Messen zu sechs Stimmen, Prag: Georg Nigrinus
- Giovanni Giacomo Gastoldi – Psalmi ad vesperas a 4 voci
- Bartholomäus Gesius – Historia vom Leiden und Sterben unsers Herren und Heilandes Jesu Christi wie sie uns der Evangelista Johannes im 18 und 19 Cap. beschrieben zu zwei, drei, vier und fünf Stimmen, Wittenberg: Mattäus Welack
- Marc’Antonio Ingegneri
  - Responsoria hebdomadae sanctae zu vier und sechs Stimmen, Venedig: Ricciardo Amadino
  - Lamentationes zu vier Stimmen, Venedig: Ricciardo Amadino
- Orlando di Lasso
  - Motetten zu vier und acht Stimmen, Paris: Le Roy & Ballard
  - Motetten zu fünf Stimmen, Paris: Le Roy & Ballard
  - Motetten zu sechs Stimmen, Paris: Le Roy & Ballard
- Rinaldo del Mel – Sacrae cantiones zu fünf, sechs, sieben, acht und zwölf Stimmen, Antwerpen: Pierre Phalèse & Jean Bellère
- Giovanni Pierluigi da Palestrina – Lamentationum Hieremiae prophetae, liber primus, Rom: Alessandro Gardano (insgesamt 72 Lamentations-Vertonungen)
  - Zyklus 1 (liber primus): 14 Lamentationen
  - Zyklus 2 (liber secundus): 12 Lamentationen
  - Zyklus 3 (liber tertius): 12 Lamentationen
  - Zyklus 4 (liber quartus): 12 Lamentationen
  - Zyklus 5 (liber quintus): 12 Lamentationen
  - Einzelne Lektionen: 10 Lamentationen
- Giovanni Battista Pinello di Ghirardi – Motetten zu fünf Stimmen, Prag: Georg Nigrinus
- Jakob Regnart – Mariale […] Opusculum sacrarum cantionum zu sechs bis acht Stimmen, Innsbruck
- Teodoro Riccio – Psalmen, Venedig

### Geistlich und weltlich
- William Byrd – Psalmes, Sonets and Songs of Sadness and Pietie zu fünf Stimmen, London: Thomas East

### Weltlich
- Jean de Castro – Madrigali [...] con doi canzoni francese zu drei bis sechs Stimmen, Antwerpen
- Giovanni Croce – erstes Buch der Canzonettas zu vier Stimmen, Venedig: Giacomo Vincenti
- Giovanni Dragoni – erstes Buch der Villanellen zu fünf Stimmen, Venedig: Girolamo Scotto
- Andrea Gabrieli – Chori in musica composti sopra li chori della tragedia di Edippo Tiranno: recitati in Vicenza l'anno MDLXXXV, Venedig: Angelo Gardano (Bühnenmusik zu einem Theaterstück von 1585, posthum veröffentlicht)
- Giovanni Giacomo Gastoldi – Il primo libro de madrigali a 5 voci (Libretto von Ricciardo Amadino)
- Ruggiero Giovannelli – Villanelle et arie alla napolitana zu drei Stimmen, erstes Buch, Rom: Alessandro Gardano
- Gioseffo Guami – Lamentationen zu sechs Stimmen, Venedig: Giacomo Vincenti
- Luca Marenzio – erstes Buch der Madrigale zu vier, fünf und sechs Stimmen, Venedig: Giacomo Vincenti
- Rinaldo del Mel – Madrigali a sei voci, Antwerpen: Pierre Phalèse & Jean Bellère
- Philippe de Monte – Il terzodecimo libro delli madrigali zu fünf Stimmen, Venedig: Angelo Gardano; darin:
  - Ahi chi mi romp'il sonno zu fünf Stimmen: Noten und Audiodateien im International Music Score Library Project
- Giovanni Battista Mosto – Il terzo libro de madrigali zu fünf Stimmen, Venedig: Angelo Gardano
- Giovanni Bernardino Nanino – erstes Buch der Madrigale zu fünf Stimmen, Venedig: Angelo Gardano
- Benedetto Pallavicino – Il quarto libro de madrigali zu fünf Stimmen, Venedig: Angelo Gardano
- Giuliano Paratico – zweites Buch der Canzonettas zu drei Stimmen, Brescia: Pietro Maria Marchetti
- Orfeo Vecchi – Messen zu fünf Stimmen, Mailand: Francesco & Erben von Simon Tini
- Giaches de Wert – Il nono libro de madrigali zu fünf bis sechs Stimmen, Venedig
- Nicholas Yonge (Hrsg.) – Musica transalpina, London: Thomas East (eine Sammlung italienischer Madrigale mit ins Englische übersetzten Texten)

## Musiktheoretische Schriften
- Giovanni Maria Artusi – L'arte del contraponto (contrapunto) ridotta in tavole, 1586–89
- Vincenzo Galilei
  - Discorso intorno all'uso delle Dissonanze
  - Il primo libro della prattica del Contrapunto intorno all'uso delle consonanze / Discorso intorno all'uso dell'enharmonio, 1588–91 (unvollendet; nicht veröffentlicht)
- Pietro Pontio – Ragionamento di musica
- Orazio Tigrini – Il compendio della musica
- Gioseffo Zarlino – Sopplimenti musicali

## Instrumentenbau

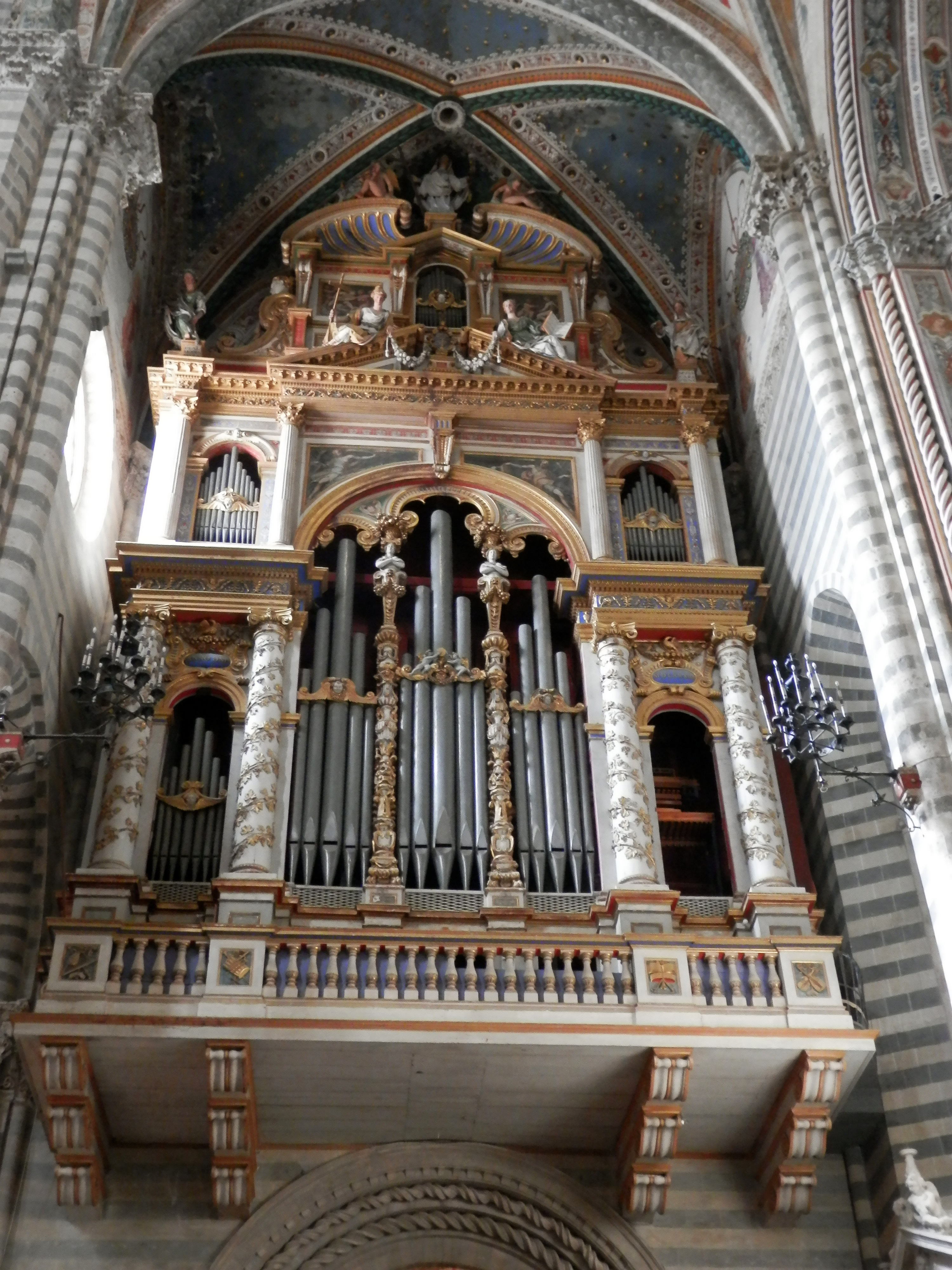
Orgel im Dom von Orvieto
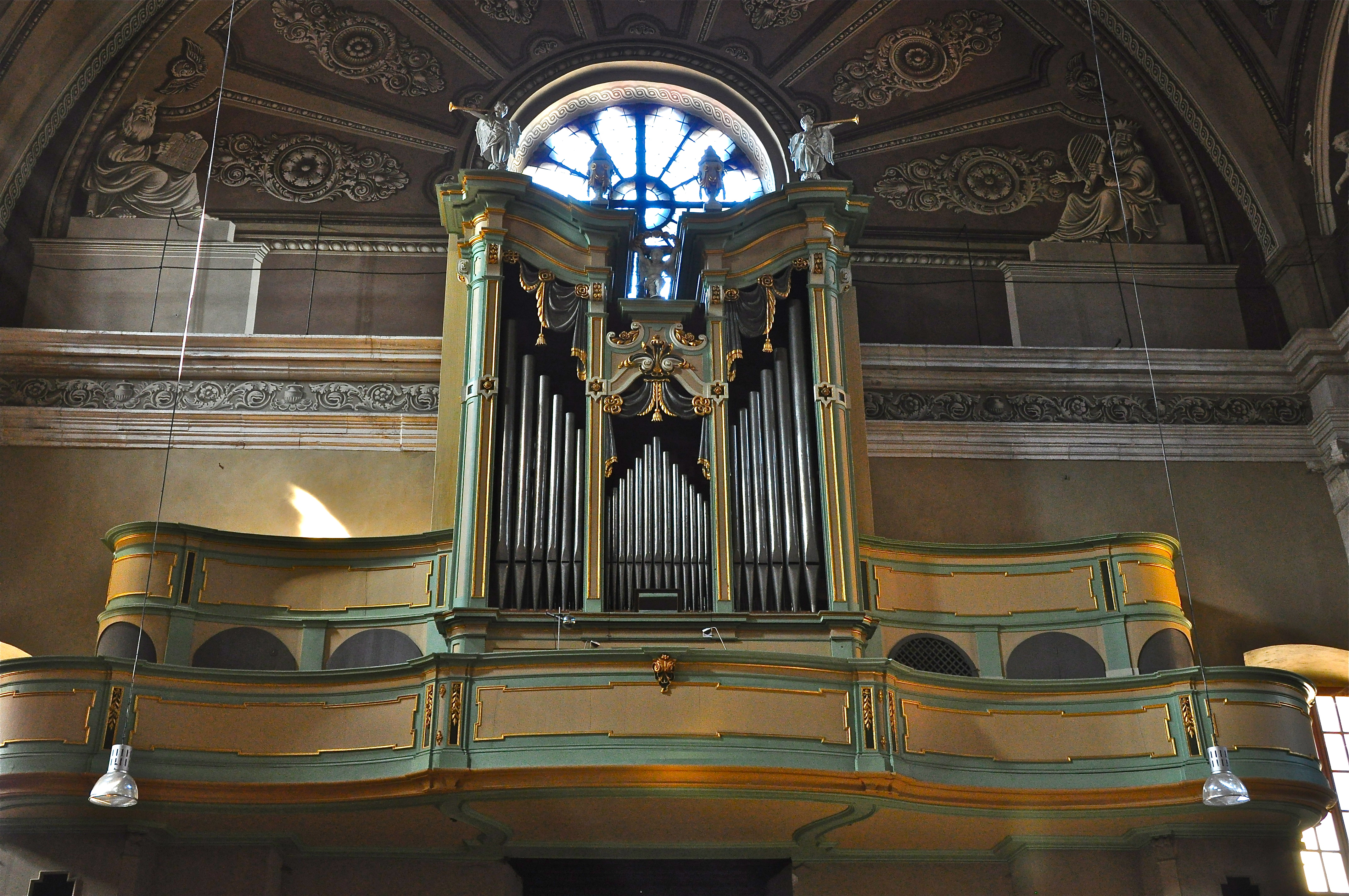
Orgel in der Stiftskirche Santi Pietro e Stefano in Bellinzona

## Geboren

### Geburtsdatum gesichert

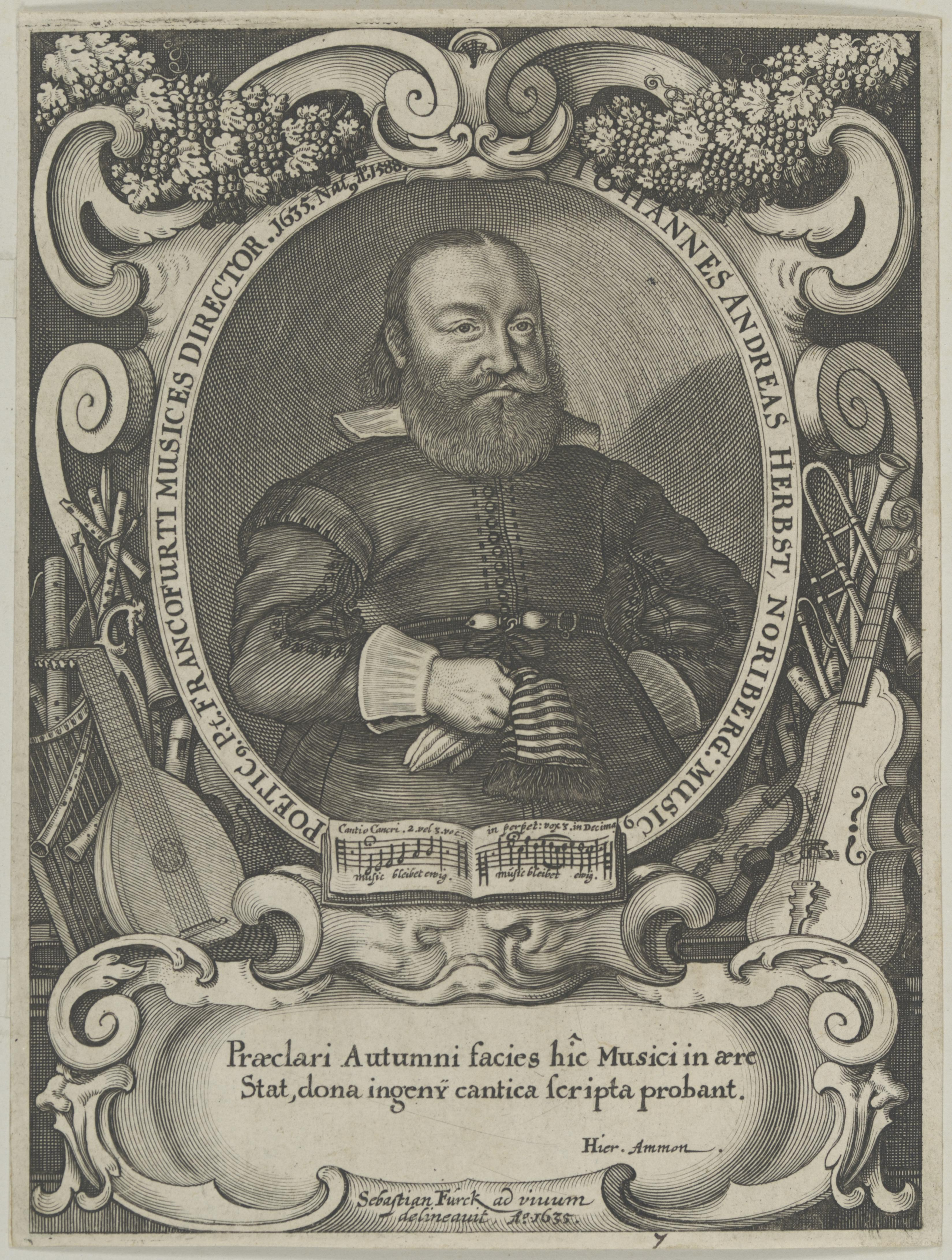
Johannes Andreas Herbst; getauft 9. Juni

- 13. Februar: Francesco Colombini, italienischer Komponist († 1671)
- 09. Juni (getauft): Johann Andreas Herbst, deutscher Komponist und Musiktheoretiker († 1666)
- 08. September: Marin Mersenne, französischer Mathematiker, Musiktheoretiker und Theologe († 1648)
- 10. September (getauft): Nicholas Lanier, englischer Komponist, Sänger, Lautenist und Maler († 1665 oder 1666)

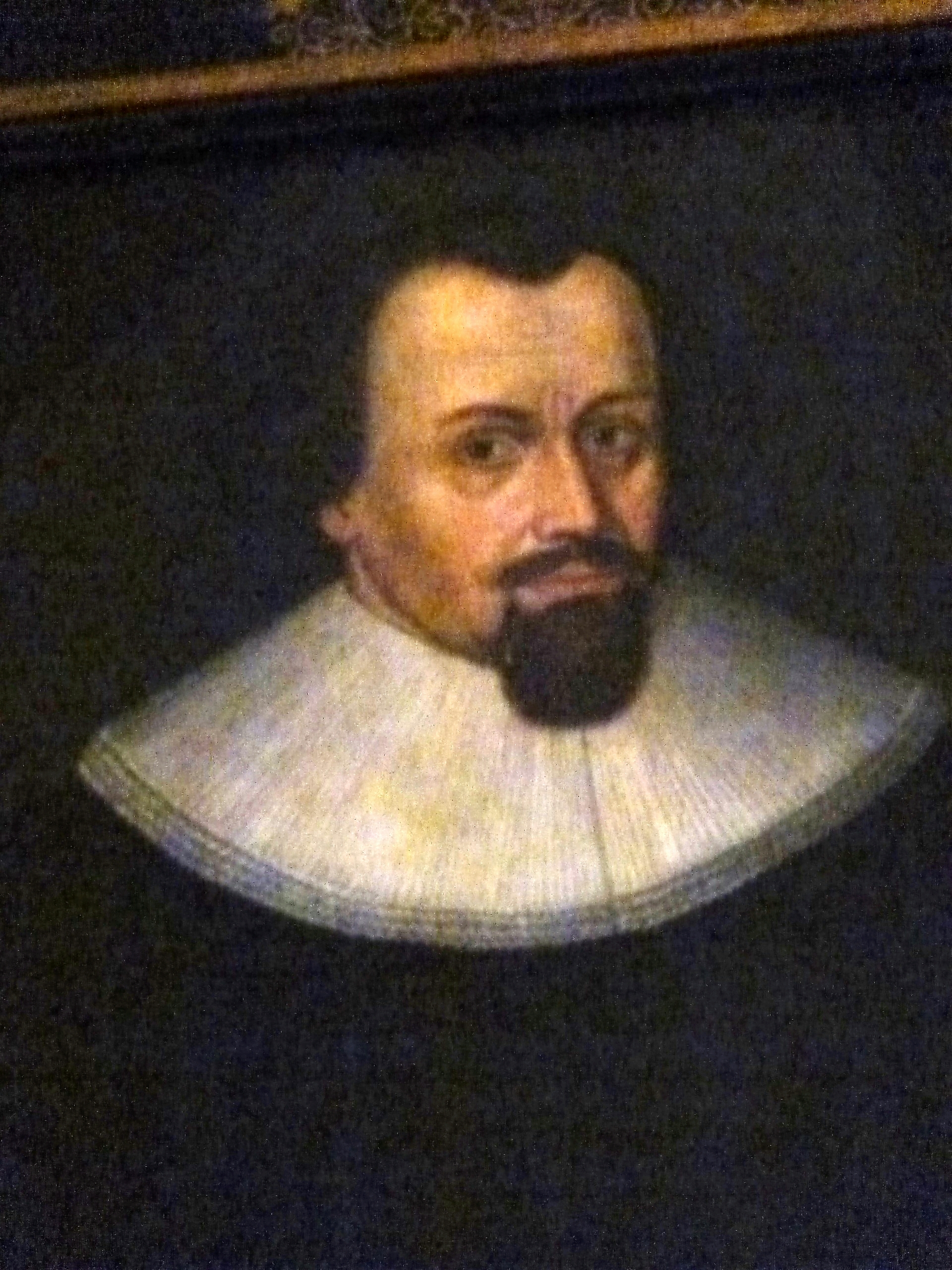
Josua Stegmann; * 14. September

- 14. September: Josua Stegmann, deutscher Theologe und Kirchenliederdichter († 1632)
- 06. November: Andrea Salvadori, florentiner Dichter und Librettist († 1634)
- 25. Dezember (getauft): Johannes Werlin, deutscher Benediktinerpater, Komponist und Liedsammler († 1666)

### Genaues Geburtsdatum unbekannt
- Giovanni Maria Sabino, italienischer Komponist, Kapellmeister und Organist († 1649)

## Gestorben

### Todesdatum gesichert
- 12. August: Alfonso Ferrabosco der Ältere, italienischer Komponist (* 1543)

### Genaues Todesdatum unbekannt
- Robert Ballard, französischer Musikverleger (* um 1525 oder 1530)
- Franciscus Florius, franko-flämischer Komponist, Sänger und Notenkopist (* um 1530)

### Gestorben nach 1588
- Cesare Acelli, italienischer Komponist (* vor 1580)